# Asztúria uralkodóinak listája
Asztúria királyai a hajdani független Asztúria uralkodóiként vonultak be a történelembe. Ebben a minőségükben alig egy évszázadon át nevezték őket, hiszen a királyság igen rövid életű volt, mivel 866-ban León néven élt tovább, majd hamarosan Kasztília befolyása alá került.

Az észak-ibériai királyság urait az alábbi tábla tartalmazza.
| Portré                             | Uralkodó                                    | Uralkodott | Megjegyzés                                                                            |
| ---------------------------------- | ------------------------------------------- | ---------- | ------------------------------------------------------------------------------------- |
| Asztúria királyai (Kantábriai-ház) |                                             |            |                                                                                       |
|                                    | Pelayo * kb. 685 † 737                      | 718–737    |                                                                                       |
|                                    | Favila * ? † 739                            | 737–739    | Pelayo fia. Más néven Favilac vagy Fafila.                                            |
|                                    | I. Katolikus Alfonz * 693 † 757             | 739–757    | Pelayo veje.                                                                          |
|                                    | I. Kegyetlen Fruela * 722 † 768. január 14. | 757–768    | I. Alfonz fia.                                                                        |
|                                    | Aurelio * kb. 740 † 774                     | 768–774    | I. Alfonz unokaöccse.                                                                 |
|                                    | Silo * ? † 783                              | 774–783    | I. Alfonz veje.                                                                       |
|                                    | Bitorló Mauregato * ? † 788                 | 783–788    | I. Alfonz törvényen kívüli fia.                                                       |
|                                    | I. Diakónus Bermudo * kb. 750 † 797         | 788–791    | Aurelio öccse. Nevét gyakran Vermundonak vagy Veremundnak írták. Lemondott a trónról. |
|                                    | II. Szűz Alfonz * 759 † 842. március 20.    | 791–842    | I. Fruela fia.                                                                        |
|                                    | I. Ramiro * 791 † 850. február 1.           | 842–850    | I. Bermudo fia.                                                                       |
|                                    | I. Ordoño * 831 † 866. május 27.            | 850–866    | I. Ramiro fia.                                                                        |
|                                    | III. Nagy Alfonz * 848 † 910. december 20.  | 866–910    | I. Ordoño fia. 910-ben felosztotta 3 fia közt Asztúriát.                              |